# Église Saint-Médard de Villers-en-Prayères
L'église Saint-Médard de Villers-en-Prayères est une église située aux Septvallons dans la commune déléguée de Villers-en-Prayères, en France.

## Localisation
L'église est située sur la commune des Septvallons dans la commune déléguée de, dans le département de l'Aisne.